# Centro cultural Jōmon de Hakodate
El Centro cultural Jōmon de Hakodate (函館市縄文文化交流センター Hakodate Jōmon Bunka Kōryū Senta?) es un museo de historia en Hakodate, en la isla de Hokkaidō (Japón). Cuenta con cuatro salas de exposición dedicadas a la historia y la cultura del período Jōmon (c. 14 000-300 a. C), especialmente del área de Minami-Kayabe en la actual Hakodate. El centro exhibe objetos de asfalto, laca, jade y otros elementos usados como trueque, así como el primer Tesoro Nacional de la prefectura, el Dogū hueco —una figurilla de arcilla—.

## Exposición

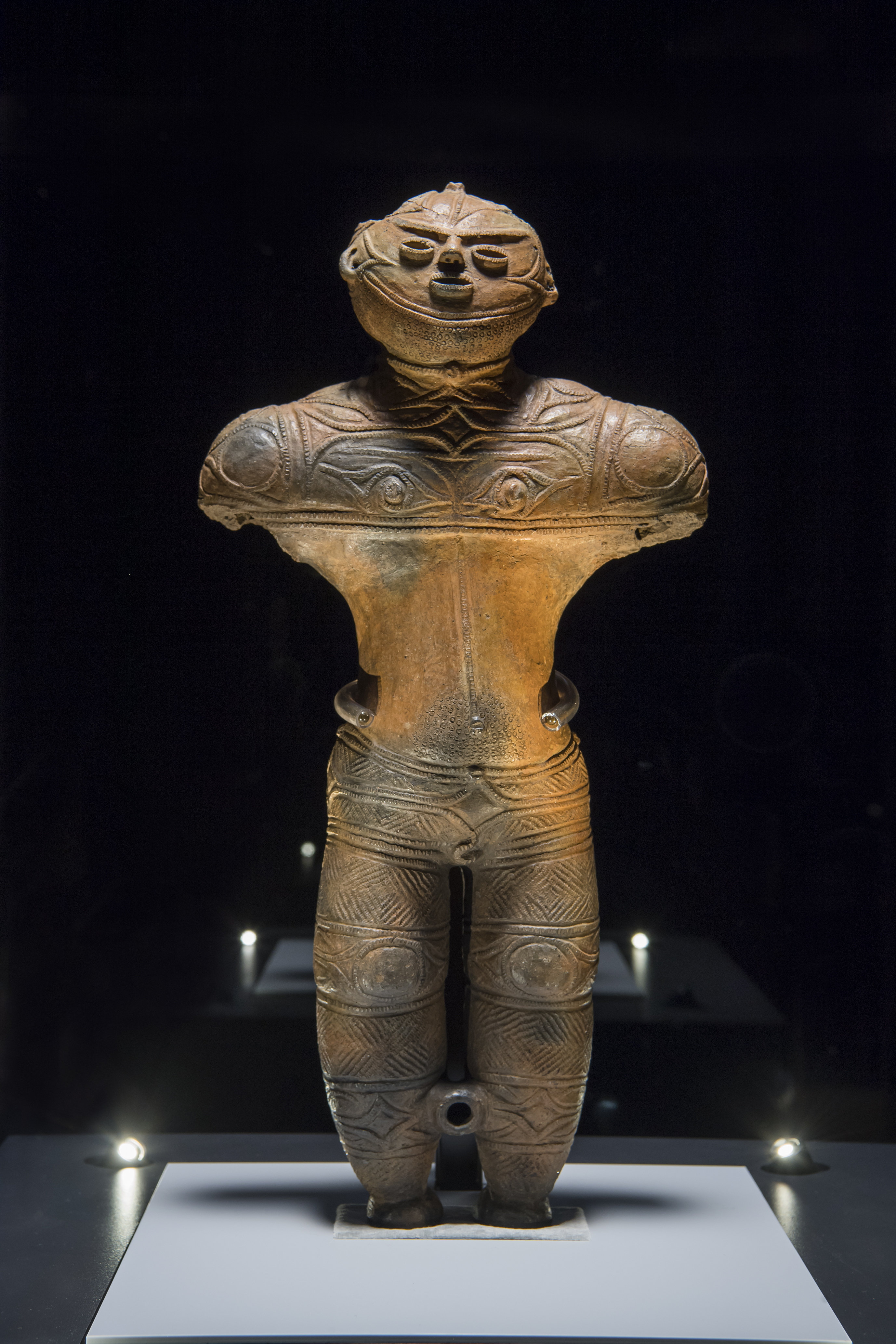
El Dogū hueco, la pieza central del museo.

El museo se organiza en cuatro salas temáticas: la primera sirve como una introducción a la cultura Jōmon; la segunda muestra herramientas de piedra o hueso y vasijas de arcilla, así como estructuras como cuevas verticales y fosos; en la tercera se destacan aspectos espirituales y su relación con la naturaleza, mediante artefactos como una pizarra con huellas de infantes y dogūs (figuras de arcilla); la última exhibe una figura hueca de arcilla hallada en Chobonaino, el Dogū hueco. Fue declarada en 2007 el primer Tesoro Nacional en Hokkaidō y es la figurilla de arcilla hueca más grande excavada en el país—. Además, el centro dispone de un laboratorio práctico, donde se desarrollan actividades como tejer tela Angin o crear magatamas, y una Michi no eki (estación de carretera).

## Arquitectura
El diseño del centro se organiza a partir de un muro curvo de doscientos metros, que actúa como barrera entre la carretera aledaña y el yacimiento de Kakinoshima. Las salas de exhibición, el punto más importante del museo, se ubican dentro de un espacio de amortiguación térmica, que estabiliza el ambiente interior. La disposición espacial del edificio conecta de forma continua la entrada, situada al nivel de la carretera, con las salas ubicadas al nivel del yacimiento arqueológico. El centro utiliza hormigón visto tanto en exteriores como interiores. Las superficies curvas se lograron fijando tablones de cedro de distintos grosores y anchos sobre un encofrado regular de 600 mm, lo que permitió transferir la textura de la madera al propio hormigón.